# Richie Partridge
Richard Joseph Partridge (Dublino, 12 settembre 1980) è un ex calciatore irlandese, di ruolo centrocampista, attuale fisioterapista del Liverpool.

## Carriera

### Club
Durante la sua carriera ha giocato con varie squadre di club, tra cui il The New Saints, squadra del campionato gallese in cui si è trasferito il 10 settembre 2010.

### Nazionale
Ha giocato nelle nazionali giovanili irlandesi Under-17, Under-18 ed Under-21.
Nel 1998 ha vinto gli Europei Under-18.

## Palmarès

### Club

#### Competizioni nazionali
- Welsh Premier League: 4
- Welsh League Cup: 1

The New Saints: 2010-2011